# Bothrocarina microcephala
Bothrocarina microcephala es una especie de pez de la familia de los Zoarcidae en el orden de los perciformes.

## Morfología
Los machos pueden llegar a alcanzar los 50 cm de longitud total
- 860 g de peso.[1][2]

## Hábitat
Es un pez de mar y de aguas profundas que vive entre 0-1.950 m de profundidad.

## Distribución geográfica
Se encuentra desde el norte de Hokkaidō, Japón, y a través del mar de Ojotsk, hasta el norte de las Islas Kuriles.

## Observaciones
Es inofensivo para los humanos. 